# 混成酒
混成酒（こんせいしゅ）とは、再製酒（さいせいしゅ）とも呼ばれる、酒類の分類の1つである。酒を製造方法で、醸造酒・蒸留酒・混成酒に分類したときのひとつ。

## 概要
醸造酒や蒸留酒と並ぶ、酒類（アルコール飲料）の分類であり、醸造酒や蒸留酒を原料に植物の皮や果実、薬草、ハーブ、香辛料、甘味料、香料などの成分を配合した酒のことである。 
醸造酒主体のものでは味醂、蒸留酒主体のものではリキュールが代表的である。

## 主要な混成酒
- リキュール
- ベルモット（ヴェルモット）
- 梅酒
- 味醂
- シェリー酒
- 白酒 (日本酒)
- 桑酒（桑の実や樹皮・根の煎じ汁を加えたリキュール。薬酒の一。）
- 甘味ブドウ酒（ぶどう酒に砂糖を加えて作られたもの）
- 薬酒（酒などに漢方薬を溶かし込み、香味をつけたもの）

## 混成酒とリキュールの違い
「混成酒」＝「リキュール」と説明されることもあるが、これは不正確である。なぜなら、混成酒という分類は、リキュールという分類を内包するからである。換言するならば、どの地域においても一般的にリキュールには分類されない酒の中にも、混成酒に分類される酒が存在するからである。
例えば、地域によっては含有する糖分が一定以上の割合であることがリキュールの定義に含まれることがある。しかし、混成酒の場合は糖分の割合の多少によって混成酒ではなくなるということがない。また、ベルモットは香味を付けたワインであるが、これもベースとなる酒が蒸留酒以外であるため通常リキュールには分類されない。しかし、ベルモットはまぎれもなく混成酒の一種である。他にも、日本酒の中には所謂合成清酒の様に甘味料などを加えたものも存在するが、これも通常リキュールには分類されない。さらに、醸造用アルコールを添加した日本酒も通常リキュールには分類されない。しかし、このような日本酒、つまり純米酒以外の日本酒は、厳密には混成酒の1つと言える。
これらのことから判るように、リキュールであれば必ず混成酒であるが、混成酒ではあってもリキュールであるとは限らないのである。

## 酒税法との関係
果実酒などの蒸留酒に果実などを漬けこんだお酒は、税務署への届け出がない限り飲食店などで売ることができない。また、20度以上の蒸留酒以外、たとえばワインなどを使ってサングリアなどを作った場合は、家庭用であろうと非販売であろうと酒税法違反となる（酒類製造免許があれば可能）。